# Avron (stanice metra v Paříži)

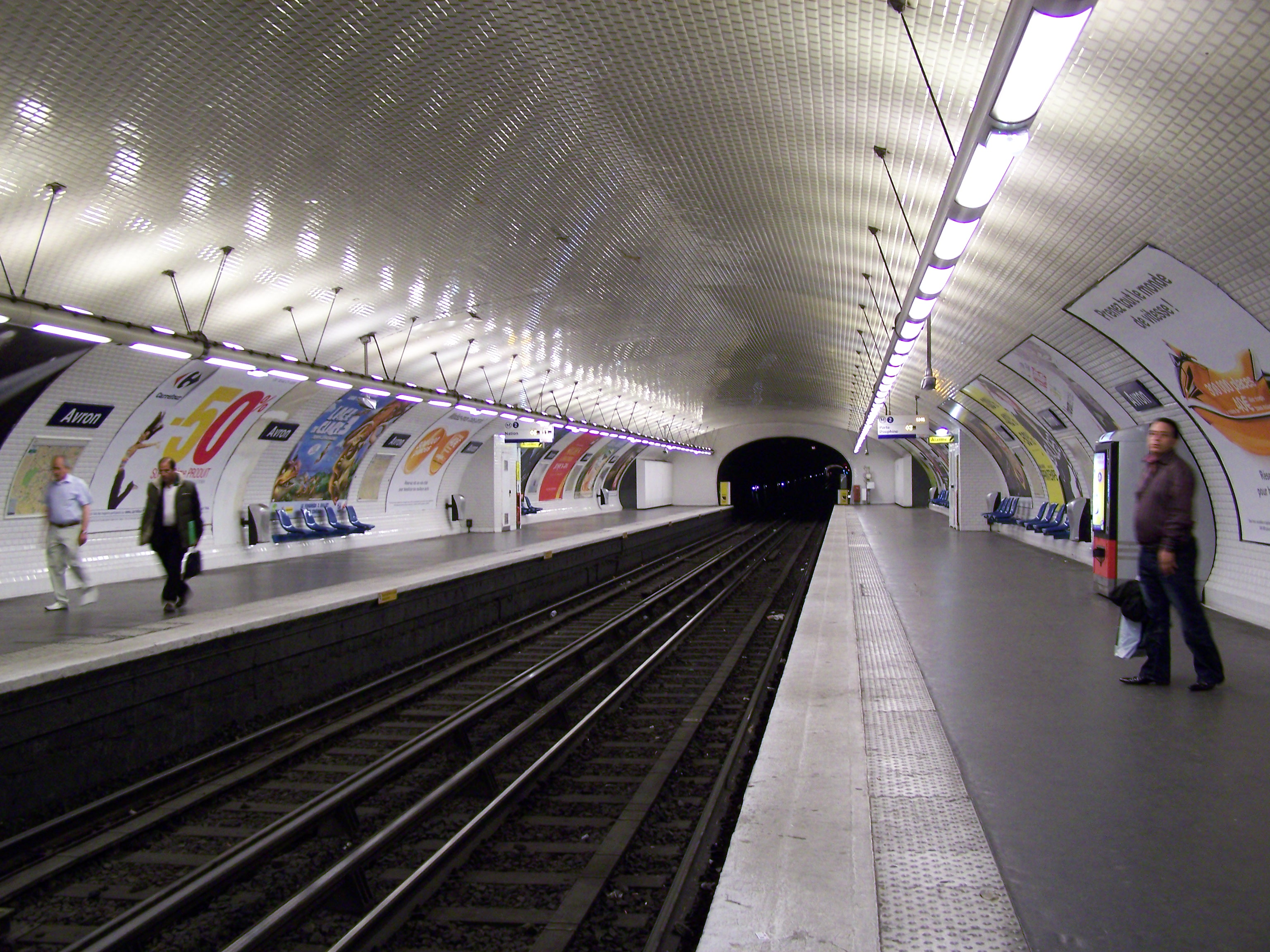
stanice Avron

Avron je nepřestupní stanice pařížského metra na lince 2. Nachází se na hranicích 11. a 20. obvodu v Paříži pod Boulevardem de Charonne u křižovatky ulic Rue d'Avron a Rue de Montreuil .

## Historie
Stanice byla otevřena 2. dubna 1903 jako součást posledního úseku linky ze stanice Alexandre Dumas (tehdy pod názvem Rue de Bagnolet) do Nation.

## Název
Stanice byla pojmenována po ulici Rue d'Avron. Avron je 110 m vysoké návrší východně od Paříže, které bylo významným strategickým bodem během prusko-francouzské války v roce 1870.

## Vstupy
Stanice má je jeden vchod na Boulevardu de Charonne u domu č. 35.